# Live: In the Shadow of the Blues
Live: In the Shadows of the Blues es un doble álbum en directo de la banda de hard rock Whitesnake, lanzado en el 2006. Contiene no sólo el concierto en sí mismo, sino cuatro temas inéditos, grabados especialmente para el disco.

## Disco 1
1. "Bad Boys" (David Coverdale, John Sykes) - 6:22
2. "Slide It In" (Coverdale) - 5:11
3. "Slow an' Easy" (Coverdale, Micky Moody) - 6:54
4. "Love Ain't No Stranger" (Coverdale, Mel Galley) - 4:31
5. "Judgement Day" (Coverdale, Adrian Vandenberg) - 5:34
6. "Is This Love" (Coverdale, Sykes) - 4:58
7. "Blues for Mylene" (Doug Aldrich) - 3:31
8. "Snake Dance" (Coverdale, Aldrich) - 2:03
9. "Crying in the Rain" (Coverdale) - 5:46
10. "Ain't No Love in the Heart of the City" (Michael Price, Dan Walsh) - 8:44
11. "Fool for Your Loving" (Coverdale, Moody, Bernie Marsden) - 4:51
12. "Here I Go Again" (Coverdale, Marsden) - 5:53
13. "Still of the Night" (Coverdale, Sykes) - 8:38

## Disco 2
1. "Burn - Stormbringer" (Coverdale, Ritchie Blackmore, Jon Lord, Ian Paice) - 8:38
2. "Give Me All Your Love" (Coverdale, Sykes) - 4:27
3. "Walking in the Shadow of the Blues" (Coverdale, Marsden) - 5:10
4. "The Deeper the Love" (Coverdale, Vandenberg) - 4:31
5. "Ready an' Willing" (Coverdale, Moody, Neil Murray, Lord, Paice) - 5:41
6. "Don't Break My Heart Again" (Coverdale) - 6:08
7. "Take Me with You" (Coverdale, Moody) - 7:50
8. "Ready to Rock" (Coverdale, Aldrich) - 4:19
  - New studio recording
9. "If You Want Me" (Coverdale, Aldrich) - 4:08
  - New studio recording
10. "All I Want Is You" (Coverdale, Aldrich) - 4:12
  - New studio recording
11. "Dog" (Coverdale, Aldrich) - 3:27
  - New studio recording
12. "Crying in the Rain" (extended version with Tommy Aldridge drum solo) (Coverdale) - 12:25
  - Bonus track on Special Limited Edition only

- Datos: Q2047564